# Ferocactus tiburonensis
Ferocactus tiburonensis är en kaktusväxtart som först beskrevs av G.E. Linds., och fick sitt nu gällande namn av Curt Backeberg. Ferocactus tiburonensis ingår i släktet Ferocactus och familjen kaktusväxter. Inga underarter finns listade i Catalogue of Life.